# 翠花街5号四合院
39°55′45″N 116°22′02″E / 39.929292°N 116.367182°E
翠花街5号四合院是位于北京市西城区翠花街5号的一座四合院。

## 历史
该四合院的历史众说纷纭。有传说该院为张学良为赵一荻所购外宅，实际并非如此。《宸垣识略》卷八“内城四”条，“一等英诚公第在翠花街。”查清朝扬古利阵亡后，于雍正九年追封“超等英诚公”，其子降为一等公，至十二代扎克丹。故该四合院有可能是扬古利的后人所住。

## 建筑
该四合院坐北朝南，分为东西两院。东院为花园，西院为住宅。西院由三进院落组成，原有的格局以及建筑保存完好。东院原有假山、戏台、敞厅，现仅存敞厅。敞厅是三卷勾连搭组成的“凹”字形建筑，四面环廊。如今，该四合院为北京口腔医院员工宿舍。